# Stejarul Unirii din Roman
Stejarul Unirii este un arbore ocrotit, ce se află în Parcul din zona str. Smirodava nr. 1, din municipiul Roman. Arborele este monument istoric, înscris în lista monumentelor istorice din județul Neamț, având codul NT-III-m-B-10742.